# هگزامتیل‌دی‌سیلوکسان
هگزامتیل‌دی‌سیلوکسان (به انگلیسی: Hexamethyldisiloxane) یک ترکیب شیمیایی با شناسه پاب‌کم ۲۴۷۶۴ است. شکل ظاهری این ترکیب، مایع بی‌رنگ است.